# Димитър Димитров (партизанин, 1912)
Вижте пояснителната страница за други личности с името Димитър Димитров.
 Димитър Атанасов Димитров е български партизанин.

## Биография
Роден е на 11 януари 1912 година в село Светлен, Поповско. От 1935 година е член на БОНСС, а от 1944 на БКП. През юни 1944 година става партизанин в Поповския партизански отряд и негов началник на щаба. На 23 декември 1944 година с министерска заповед № 302 е назначен за помощник-командир на пети пехотен дунавски полк, смятано от 20 октомври 1944 година.